# Tênis em cadeira de rodas nos Jogos Paralímpicos de Verão de 2016
As competições de tênis em cadeira de rodas nos Jogos Paralímpicos de Verão de 2016 serão disputadas entre 9 e 16 de setembro no Centro Olímpico de Tênis, no Rio de Janeiro, Brasil. Os atletas que disputarão o tênis possuem deficiência física e se locomovem por cadeira de rodas.

## Qualificação
A maioria das vagas será decidida por rankings em 23 de maio de 2016. Um número menor será escolhido pela Comissão Bipartite, enquanto o país anfitrião também terá um número de vagas. Jogos continentais pan-americanos e asiáticos terão direito a algumas vagas.
| Qualificação                 | Masculino | Feminino | Quad | Vagas |
| ---------------------------- | --- | --- | --- | ----- |
| Disputas continentais        | Jogos Para-Asiáticos de 2014 · Incheon, KOR | Jogos Para-Asiáticos de 2014 · Incheon, KOR | — | 2     |
| Disputas continentais        | JPN Japão | THA Tailândia | — | 2     |
| Disputas continentais        | Jogos Para-Panamericanos de 2015 · Toronto, CAN | Jogos Para-Panamericanos de 2015 · Toronto, CAN | — | 2     |
| Disputas continentais        | ARG Argentina | BRA Brasil | — | 2     |
| Ranking da IRF (individuais) | FRA França (4) GBR Grã-Bretanha (4) JPN Japão (3) ARG Argentina (2) BRA Brasil (3) ESP Espanha (3) AUS Austrália AUT Áustria NED Países Baixos POL Polônia RSA África do Sul BEL Bélgica CHN China ISR Israel ITA Itália SWE Suécia | NED Países Baixos (4) GBR Grã-Bretanha (3) JPN Japão (3) BRA Brasil (2) GER Alemanha (2) USA Estados Unidos (2) CHI Chile CHN China FRA França ITA Itália RSA África do Sul KOR Coreia do Sul THA Tailândia TPE Taipé Chinês | GBR Grã-Bretanha (3) ISR Israel (2) JPN Japão (2) USA Estados Unidos (2) ITA Itália AUS Austrália RSA África do Sul | 68    |
| Comissão Bipartite           | CAN Canadá CHI Chile COL Colômbia GRE Grécia HUN Hungria KOR Coreia do Sul (2) MAS Malásia SRI Sri Lanka THA Tailândia USA Estados Unidos(2)                                                                                        | BRA Brasil CHI Chile CHN China COL Colômbia FRA França ESP Espanha TUR Turquia USA Estados Unidos | AUS Austrália BRA Brasil (2) USA Estados Unidos                                                                     | 24    |
| Ranking da ITF (duplas)      | BEL Bélgica BRA Brasil CHN China SWE Suécia | — | — | 8     |

## Medalhistas
| Evento                       | Ouro                                             | Prata                                           | Bronze                                           |
| ---------------------------- | ------------------------------------------------ | ----------------------------------------------- | ------------------------------------------------ |
| Simples masculino detalhes   | Gordon Reid GBR Grã-Bretanha                     | Alfie Hewett GBR Grã-Bretanha                   | Joachim Gérard BEL Bélgica                       |
| Simples feminino detalhes    | Jiske Griffioen NED Países Baixos                | Aniek van Koot NED Países Baixos                | Yui Kamiji JPN Japão                             |
| Simples tetraplegia detalhes | Dylan Alcott AUS Austrália                       | Andrew Lapthorne GBR Grã-Bretanha               | David Wagner USA Estados Unidos                  |
| Duplas masculinas detalhes   | Stéphane Houdet Nicolas Peifer FRA França        | Alfie Hewett Gordon Reid GBR Grã-Bretanha       | Shingo Kunieda Satoshi Saida JPN Japão           |
| Duplas femininas detalhes    | Jiske Griffioen Aniek van Koot NED Países Baixos | Marjolein Buis Diede de Groot NED Países Baixos | Lucy Shuker Jordanne Whiley GBR Grã-Bretanha     |
| Duplas tetraplegia detalhes  | Dylan Alcott Heath Davidson AUS Austrália        | Nicholas Taylor David Wagner USA Estados Unidos | Jamie Burdekin Andrew Lapthorne GBR Grã-Bretanha |

## Quadro de medalhas
| Ordem | País               | Medalha de ouro | Medalha de prata | Medalha de bronze |    |
| ----- | ------------------ | --------------- | ---------------- | ----------------- | -- |
| 1     | NED Países Baixos  | 2               | 2                |                   | 4  |
| 2     | AUS Austrália      | 2               |                  |                   | 2  |
| 3     | GBR Grã-Bretanha   | 1               | 3                | 2                 | 6  |
| 4     | FRA França         | 1               |                  |                   | 1  |
| 5     | USA Estados Unidos |                 | 1                | 1                 | 2  |
| 6     | JPN Japão          |                 |                  | 2                 | 2  |
| 7     | BEL Bélgica        |                 |                  | 1                 | 1  |
| TOTAL | TOTAL              | 6               | 6                | 6                 | 18 |